# Happiness Begins
| Đánh giá chuyên môn  | Đánh giá chuyên môn |
| Điểm trung bình      | Điểm trung bình     |
| Nguồn                | Đánh giá            |
| -------------------- | ------------------- |
| Metacritic           | 76/100              |
| Nguồn đánh giá       |                     |
| Nguồn                | Đánh giá            |
| AllMusic             |                     |
| Consequence of Sound | B-                  |
| The Independent      |                     |
| Pitchfork            | 6,2/10              |
| Variety              | 85/100              |

Happiness Begins là album phòng thu thứ năm của nhóm nhạc Jonas Brothers. Album được phát hành vào ngày 7 tháng 6 năm 2019 thông qua Republic Records. Đây là album đầu tiên của nhóm kể từ Live (2013), và cũng là album phòng thu đầu tiên kể từ Lines, Vines and Trying Times (2009). Album được mở đường nhờ đĩa đơn đánh dấu sự trở lại của nhóm "Sucker", cũng như "Cool" và sau đó là "Only Human". Happiness Begins ra mắt ở vị trí quán quân trên bảng xếp hạng Billboard 200 của Hoa Kỳ với doanh số tuần đầu lớn nhất đối với một album kể từ năm 2017.

## Bối cảnh
Nói về quá trình sáng tác và thu âm cho album, nhóm nhạc cho biết họ muốn một "âm thanh mới mẻ và được cải thiện" với "những bài hát vui vẻ", nên người A&R của nhóm tại Republic Records, Wendy Goldstein, đã liên lạc với Ryan Tedder, Greg Kurstin và Justin Tranter để nhờ giúp đỡ sáng tác và sản xuất các ca khúc cho nhóm. Tedder phát biểu rằng họ đã "viết một bài hát trong khoảng 90 phút, [... và] cắt bỏ nó trong vòng 1 tiếng tiếp theo. Nó sẽ trở thành bản demo vào thời điểm bữa tối." Billboard mô tả rằng âm thanh thu được "chứa một chút của tất cả mọi thứ từ 'new wave của thập niên 80 tới reggae tới country", và cũng cho biết "Nick mô tả [bài hát] 'Hesitate' là lá thư tình của Joe gửi tới [Sophie] Turner, trong khi 'I Believe' là một bản nhạc chậm rãi ngọt ngào đậm chất synth và ám chỉ tới câu chuyện tình cảm nồng nhiệt đầy chóng vánh của anh với [Priyanka] Chopra".

## Quảng bá
Nhóm nhạc thông báo về album trong một bài đăng trên Twitter vào ngày 22 tháng 4 năm 2019, đồng thời công bố ảnh bìa và ngày phát hành. Sau đó, từng thành viên trong nhóm chia sẻ tin tức này, trong đó Kevin phát biểu rằng anh là người "tự hào nhất" về album.
Vào ngày 30 tháng 4, nhóm nhạc đăng tải các bài viết tiểt lộ trên mạng xã hội với thông điệp "Happiness Begins tomorrow". Ngày kế tiếp, nhóm nhạc chính thức thông báo về chuyến lưu diễn Happiness Begins Tour, được lên kế hoạch khởi động vào ngày 7 tháng 8 năm 2019. Chuyến lưu diễn sẽ bao gồm 90 buổi diễn tại Bắc Mỹ và châu Âu.

## Diễn biến thương mại
Happiness Begins ra mắt ở vị trí số 1 trên bảng xếp hạng US Billboard 200 với 414.000 đơn vị album tương đương, trong đó có 357.000 bản là album thuần túy. Ngoài việc trở thành album quán quân thứ ba của Jonas Brothers tại Hoa Kỳ, đây cũng là album quán quân có lượng đơn vị tổng cộng và doanh số thuần cao nhất tại quốc gia này trong năm 2019 tính đến thời điểm hiện nay, và là album có doanh số thuần trong một tuần cao nhất kể từ album Reputation (2017) của Taylor Swift.
Tại Canada, Happiness Begins cũng ra mắt ở vị trí quán quân với 36.000 đơn vị album tương đương, trở thành album quán quân thứ 3 và cũng là album quán quân đầu tiên của nhóm kể từ sau khi Lines, Vines and Trying Times đạt vị trí số 1 vào năm 2009.

## Danh sách bài hát
Thông tin lấy từ siêu dữ liệu của iTunes.
| STT              | Nhan đề               | Sáng tác                                                               | Sản xuất                      | Thời lượng |
| ---------------- | --------------------- | ---------------------------------------------------------------------- | ----------------------------- | ---------- |
| 1.               | "Sucker"              | Ryan Tedder Louis Bell Frank Dukes Nick Jonas Joe Jonas Kevin Jonas    | Tedder Dukes [a]              | 3:01       |
| 2.               | "Cool"                | Tedder Casey Smith Zach Skelton N. Jonas J. Jonas K. Jonas             | Tedder Skelton                | 2:47       |
| 3.               | "Only Human"          | Shellback J. Jonas N. Jonas K. Jonas                                   | Shellback                     | 3:03       |
| 4.               | "I Believe"           | Greg Kurstin Maureen "Mozella" McDonald N. Jonas                       | Kurstin                       | 3:37       |
| 5.               | "Used to Be"          | Tedder Bell N. Jonas Skelton                                           | Tedder Bell                   | 3:04       |
| 6.               | "Every Single Time"   | Kurstin J. Jonas N. Jonas McDonald                                     | Kurstin                       | 3:32       |
| 7.               | "Don't Throw It Away" | Kurstin J. Jonas N. Jonas McDonald                                     | Kurstin                       | 2:52       |
| 8.               | "Love Her"            | J. Jonas N. Jonas K. Jonas Mike Elizondo                               | Elizondo                      | 3:13       |
| 9.               | "Happy When I'm Sad"  | Joel Little N. Jonas Sarah Aarons                                      | Little Tedder [a] Skelton [a] | 2:38       |
| 10.              | "Trust"               | Jason Evigan J. Jonas N. Jonas Tedder Ammar Malik                      | Evigan Tedder                 | 3:00       |
| 11.              | "Strangers"           | Kurstin J. Jonas N. Jonas McDonald                                     | Kurstin                       | 3:53       |
| 12.              | "Hesitate"            | Mike Sabath J. Jonas Justin Tranter Kennedi Lykken                     | Sabath                        | 3:28       |
| 13.              | "Rollercoaster"       | Smith Jonas Jeberg Tedder Michael Pollack Skelton                      | Tedder Skelton Jeberg [a]     | 3:01       |
| 14.              | "Comeback"            | Sylvester Willy Sivertsen J. Jonas N. Jonas K. Jonas James Alan Ghaleb | Sylvester "Sly" Sivertsen     | 2:35       |
| Tổng thời lượng: | Tổng thời lượng:      | Tổng thời lượng:                                                       | Tổng thời lượng:              | 43:44      |

| Bài hát thêm cho phiên bản phát hành độc quyền trên Target và phiên bản phát hành tại Nhật Bản | Bài hát thêm cho phiên bản phát hành độc quyền trên Target và phiên bản phát hành tại Nhật Bản | Bài hát thêm cho phiên bản phát hành độc quyền trên Target và phiên bản phát hành tại Nhật Bản | Bài hát thêm cho phiên bản phát hành độc quyền trên Target và phiên bản phát hành tại Nhật Bản | Bài hát thêm cho phiên bản phát hành độc quyền trên Target và phiên bản phát hành tại Nhật Bản |
| STT                                                                                            | Nhan đề                                                                                        | Sáng tác                                                                                       | Sản xuất                                                                                       | Thời lượng                                                                                     |
| ---------------------------------------------------------------------------------------------- | ---------------------------------------------------------------------------------------------- | ---------------------------------------------------------------------------------------------- | ---------------------------------------------------------------------------------------------- | ---------------------------------------------------------------------------------------------- |
| 15.                                                                                            | "First"                                                                                        | Sabath J. Jonas Tranter Lykken Homer Steinweiss                                                | Sabath                                                                                         | 2:58                                                                                           |
| 16.                                                                                            | "Cool" (phiên bản acoustic)                                                                    | Tedder Smith Skelton N. Jonas J. Jonas K. Jonas                                                | Skelton                                                                                        | 2:33                                                                                           |
| Tổng thời lượng:                                                                               | Tổng thời lượng:                                                                               | Tổng thời lượng:                                                                               | Tổng thời lượng:                                                                               | 49:15                                                                                          |

Ghi chú
- ^a  chỉ người đồng sản xuất

## Xếp hạng và chứng nhận
| Bảng xếp hạng (2019)                     | Vị trí cao nhất |
| ---------------------------------------- | --------------- |
| Album Úc (ARIA)                          | 3               |
| Album Áo (Ö3 Austria)                    | 14              |
| Album Bỉ (Ultratop Vlaanderen)           | 8               |
| Album Bỉ (Ultratop Wallonie)             | 18              |
| Album Canada (Billboard)                 | 1               |
| Album Đan Mạch (Hitlisten)               | 12              |
| Album Hà Lan (Album Top 100)             | 8               |
| Album Phần Lan (Suomen virallinen lista) | 32              |
| Album Pháp (SNEP)                        | 29              |
| Album Đức (Offizielle Top 100)           | 17              |
| Album Ireland (IRMA)                     | 4               |
| Album Ý (FIMI)                           | 28              |
| Mexico (AMPROFON)                        | 1               |
| Album New Zealand (RMNZ)                 | 5               |
| Album Na Uy (VG-lista)                   | 13              |
| Album Scotland (OCC)                     | 3               |
| Tây Ban Nha (PROMUSICAE)                 | 3               |
| Album Thụy Điển (Sverigetopplistan)      | 28              |
| Album Thụy Sĩ (Schweizer Hitparade)      | 16              |
| Album Anh Quốc (OCC)                     | 2               |
| Hoa Kỳ Billboard 200                     | 1               |

| Quốc gia | Chứng nhận | Số đơn vị/doanh số chứng nhận |
| --- | ---------- | ----------------------------- |
| Canada (Music Canada) | Bạch kim   | 80.000‡                       |
| Hoa Kỳ (RIAA) | Bạch kim   | 1.000.000‡                    |
| * Chứng nhận dựa theo doanh số tiêu thụ. ^ Chứng nhận dựa theo doanh số nhập hàng. ‡ Chứng nhận dựa theo doanh số tiêu thụ và phát trực tuyến. |            |                               |